# Austrodaphnella yemenensis
Austrodaphnella yemenensis é uma espécie de gastrópode do gênero Austrodaphnella, pertencente a família Raphitomidae.